# Надбугское
Надбугское (укр. Надбузьке) — посёлок в Николаевском районе Николаевской области Украины.
Население по переписи 2001 года составляло 949 человек. Почтовый индекс — 57132. Телефонный код — 512. Занимает площадь 9,241 км².

## История
В 1946 году указом ПВС УССР посёлок колонии НКВД переименован в Надбугское.

## Местный совет
57130, Николаевская обл., Николаевский р-н, пос. Надбугское, ул. Ленина, 1/1; тел. 33-34-30